# ترینا جکسون
ترینا جکسون (انگلیسی: Trina Jackson زادهٔ ۱۶ فوریهٔ ۱۹۷۷) شناگر اهل ایالات متحده آمریکا است.